# 耳翼蟹甲草
耳翼蟹甲草（学名：Parasenecio otopteryx）为菊科蟹甲草属的植物，为中国的特有植物。分布于中国大陆的陕西、河南、四川、湖南等地，生长于海拔1,400米至2,800米的地区，多生于林缘、山坡林下和灌丛中阴湿处，目前尚未由人工引种栽培。

## 异名
- Cacalia otopteryx Hand.-Mazz.